# 사가미하라역
사가미하라역(일본어: 相模原駅, さがみはらえき)은 일본 가나가와현 사가미하라시 주오구에 있는 철도역이다.

## 타는 곳
| 1 | ■ 요코하마 선 | 하시모토·하치오지 방면                 |
| 2 | ■ 요코하마 선 | 마치다·신요코하마·요코하마·오후나 방면 |

## 역사
- 1941년 4월 5일: 영업 개시.

## 사진

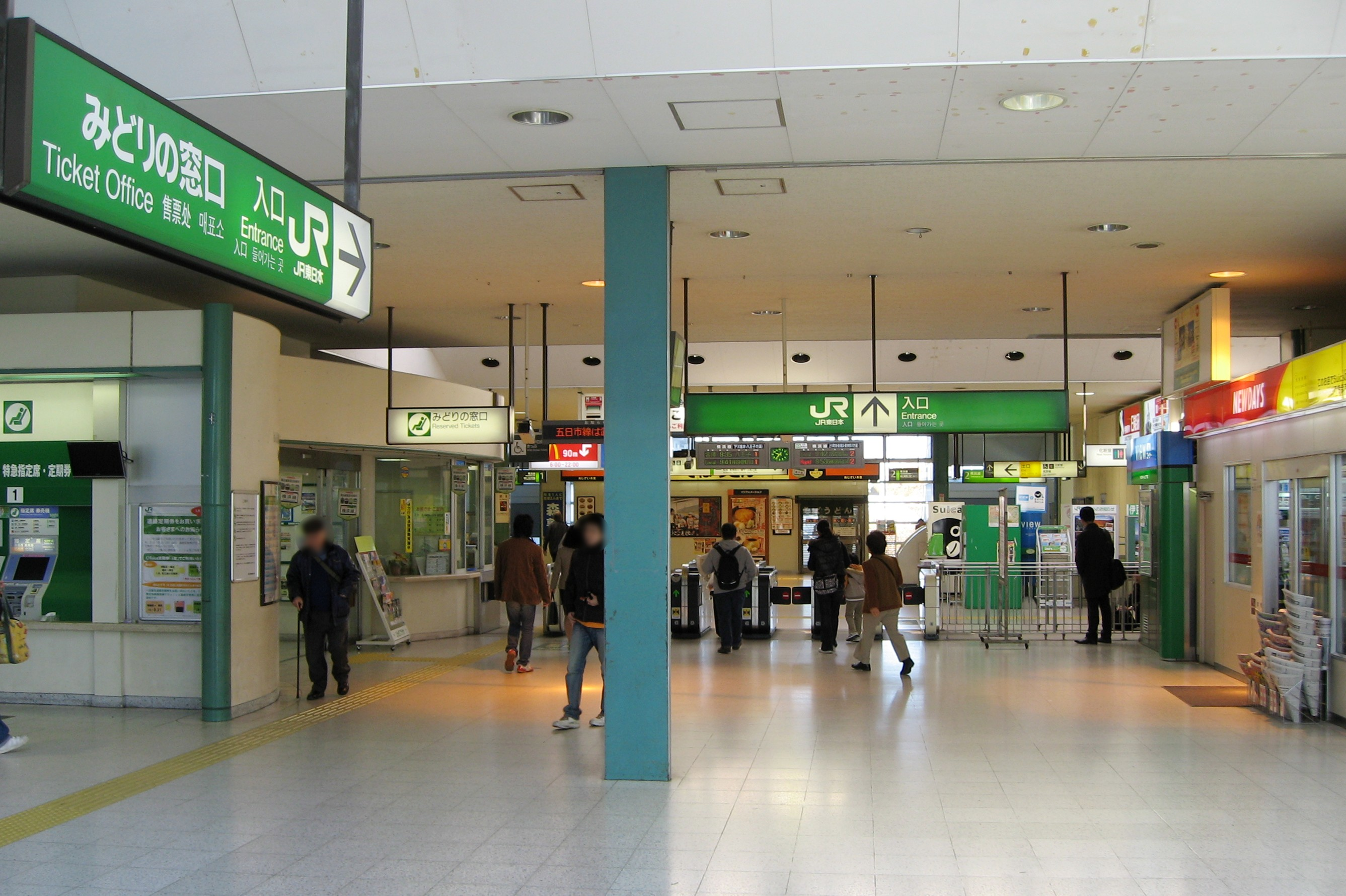
개찰 모습

## 인접역
| 동일본 여객철도 ■ 요코하마 선 | 동일본 여객철도 ■ 요코하마 선 | 동일본 여객철도 ■ 요코하마 선 |
| ----------------------------- | ----------------------------- | ----------------------------- |
| 마치다 히가시카나가와 방면    | 쾌속                          | 하시모토 하치오지 방면        |
| 야베 히가시카나가와 방면      | 각역정차                      | 하시모토 하치오지 방면        |